# Sakiet Sidi Youssef
Sakiet Sidi Youssef (arabe : ساقية سيدي يوسف) est une petite ville du Nord-Ouest de la Tunisie située à quelques kilomètres de la frontière algéro-tunisienne, sur la route RN5, entre la ville tunisienne du Kef et la ville algérienne de Souk Ahras.

## Administration
Rattachée au gouvernorat du Kef, elle constitue une municipalité comptant 6 335 habitants en 2014 ; elle est aussi le chef-lieu d'une délégation.

## Histoire
Cette localité, nommée Naraggara par Ptolémée à l'époque romaine, faisait partie de la province romaine d'Afrique proconsulaire. L'historien Polybe l'écrivait Margaron. En 202 av. J.-C., lors de la bataille de Zama, Scipion l'Africain et Massinissa y affrontent Hannibal Barca. Son nom apparaît sur la Table de Peutinger.
Le 8 février 1958, le village est victime d'un bombardement de l'armée française.

## Personnalités
- Zoubeida Bchir, poétesse, y est née.